# Rui Pinto
Rui Pedro Gonçalves Pinto (Vila Nova de Gaia, Mafamude, 20 de Outubro de 1988) é um denunciante, criador do Football Leaks e autor das revelações do caso Luanda Leaks. Galardoado com o prémio europeu para denunciantes promovido pela Esquerda Unitária Europeia (GUE/NGL). É especialmente conhecido pela série de revelações que acabaram por conduzir à sua prisão preventiva na Hungria em março de 2019, tendo sido julgado em Portugal, acusado de 90 crimes de acesso ilegítimo, violação de correspondência, sabotagem informática e tentativa de extorsão. Em 11 de setembro de 2023 foi condenado a quatro anos de prisão, com pena suspensa, por nove crimes - um de tentativa de extorsão, cinco de acesso ilegítimo e três de violação de correspondência. Ao mesmo tempo, o hacker foi amnistiado de 79 pela lei da amnistia - graças à visita do Papa a Portugal - e absolvido de um (sabotagem informática).

## Biografia
Rui Pinto nasceu a 20 de outubro de 1988 em Mafamude, localidade da cidade de Vila Nova de Gaia, em Portugal, tendo crescido na zona da Praia de Lavadores, na freguesia de Canidelo. Desde criança era fanático por futebol e adepto do Futebol Clube do Porto, tornando-se autodidata ao nível dos conhecimentos de informática.
Entre 2012 e 2013, enquanto estudante de História da Faculdade de Letras da Universidade do Porto, estudou algum tempo em Budapeste, na Hungria, ao abrigo do Programa Erasmus, acabando por estabelecer-se na cidade após fevereiro de 2015.
Em 2013, foi o único suspeito de desviar cerca de 264 mil euros do Caledonian Bank após aceder ao sistema informático daquela instituição bancária, sediada nas Ilhas Caimão. O inquérito-crime foi arquivado em outubro de 2014 pelo Departamento de Investigação e Ação Penal do Porto, na sequência de um acordo extrajudicial entre Rui Pinto e o banco.
A 29 de setembro de 2015, criou o site Football Leaks no domínio http://football-leaks.livejournal.com , inspirado pela divulgação do escândalo de corrupção na FIFA, em maio de 2015, que levou à detenção de vários dirigentes e à posterior saída do suíço Joseph Blatter da presidência daquele organismo. Na abertura do site, podia ler-se “Este projeto visa divulgar a parte oculta do futebol. Infelizmente, o desporto que tanto amamos está podre e é altura de dizer basta. Fundos, comissões, negociatas, tudo serve para enriquecer certos parasitas que se aproveitam do futebol, sugando totalmente clubes e jogadores”.
A primeira grande polémica do Football Leaks ocorreu com a divulgação do contrato do então treinador Jorge Jesus com o Sporting Clube de Portugal. Outras informações provenientes dos documentos revelados pelo Football Leaks envolvem a alegada violação de Cristiano Ronaldo a Kathryn Mayorga, e a fuga ao fisco deste jogador, do treinador José Mourinho e de outros jogadores, todos com ligação ao empresário Jorge Mendes.
No início de 2019, vivia em Budapeste, tendo um negócio de venda online de livros antigos e antiguidades juntamente com o pai.
Em 2019, assumiu publicamente ser colaborador do Football Leaks, tendo divulgado informações a partir de Budapeste, sob o pseudónimo ‘John’, sendo o único responsável que assumiu publicamente a revelação dos documentos polémicos que agitaram o futebol português e mundial. Foi detido em 16 de janeiro desse ano, no âmbito de um mandado de detenção europeu.

### Prisão
A 16 de janeiro de 2019, Rui Pinto foi preso na Hungria, sendo entregue pelas autoridades húngaras à justiça portuguesa em março desse ano, encontrando-se desde então em prisão preventiva no estabelecimento prisional anexo à Polícia Judiciária, em Lisboa, no âmbito de um inquérito titulado pelo Departamento Central de Investigação e Ação Penal.
Em 16 de Abril de 2019, Rui Pinto foi um dos vencedores do prémio europeu para denunciantes promovido pela Esquerda Unitária Europeia (GUE/NGL), juntamente com Julian Assange e Yasmine Motarjemi
Em setembro de 2019, o Ministério Público acusou Rui Pinto de 147 crimes, 75 dos quais de acesso ilegítimo, 70 de violação de correspondência, um de sabotagem informática e um de tentativa de extorsão, por aceder aos sistemas informáticos do Sporting Clube de Portugal, da Doyen, da sociedade de advogados PLMJ, da Federação Portuguesa de Futebol, da Procuradoria-Geral da República e da Plataforma Score, e posterior divulgação de dezenas de documentos confidenciais destas entidades.
No início de 2020, revelou ter entregue um disco rígido à Plataforma de Proteção de Denunciantes na África, que permitiu a recente revelação dos Luanda Leaks, um caso de corrupção relacionado com a empresária angolana Isabel dos Santos.
A 4 de fevereiro de 2020, o Tribunal da Relação de Lisboa julgou improcedente um recurso apresentado por Rui Pinto, decidindo pela manutenção da prisão preventiva.
Rui Pinto aguarda julgamento por 68 crimes de acesso indevido, 14 crimes de violação de correspondência, seis crimes de acesso ilegítimo, por sabotagem informática à SAD do Sporting Clube de Portugal e por extorsão, na forma tentada.
Tem colaborado com as autoridades judiciais de França, Bélgica e Holanda na condição de denunciante, facultando informações e documentos que tem na sua posse e que não chegaram a ser revelados através do Football Leaks.
A defesa internacional de Rui Pinto é assegurada pelo advogado francês William Bourdon, que já representou outros denunciantes como Antoine Deltour ou Edward Snowden.
Rui Pinto é também apontado como o principal suspeito do furto dos emails do Sport Lisboa e Benfica, revelados a partir de 6 de junho de 2017 pelo diretor de comunicação do Futebol Clube Porto, Francisco J. Marques, no Porto Canal, e em diversos blogues; e pelo ataque informático aos servidores do escritório da sociedade de advogados PLMJ, uma das maiores do país, em dezembro de 2018, e apenas conhecido em 7 de janeiro de 2019. Entre os documentos divulgados no blogue "Mercado de Benfica" constavam emails de João Medeiros, um dos três advogados do Benfica no processo E-Toupeira. Este ataque informático levou também à divulgação de documentos relacionados com a Operação Marquês, com o processo BES, e de outras ações judiciais ligadas a Henrique Granadeiro, Manuel Pinho, António Mexia, ao antigo espião Jorge Silva Carvalho e à 'holding' estatal Parvalorem. Rui Pinto nega qualquer envolvimento nestas operações.
A 24 de fevereiro de 2020, a sua defesa anunciou a intenção de apresentar queixa contra Portugal na União Europeia, alegando que as regras europeias de extradição do seu constituinte não foram respeitadas, em particular a regra da especialidade, que proíbe a pessoa extraditada de ser julgada por um crime diferente daquele que deu origem ao pedido de extradição, uma vez que, segundo a mesma, está a ser acusado de crimes que não constavam do mandado de detenção europeu inicial.
Em 5 de março de 2020, mais de uma centena de personalidades ligadas à política, ao desporto, à cultura, ao jornalismo e à educação, entre os quais os antigos ministros José Vera Jardim e Miguel Poiares Maduro, a coordenadora do Bloco de Esquerda, Catarina Martins, vários eurodeputados, o escritor José Eduardo Agualusa, humoristas, jornalistas, advogados e antigos atletas, pediram a libertação de Rui Pinto.
A 8 de abril de 2020, Rui Pinto foi colocado em prisão domiciliária, após aceitar revelar as palavras-passe dos dez discos rígidos contendo prováveis informações relevantes para a investigação, os quais nenhuma autoridade europeia havia conseguido ainda analisar, devido ao sistema de encriptação avançado. A prisão domiciliária será cumprida num espaço seguro, sob a alçada da Polícia Judiciária, ao invés da casa onde habita a família, em Vila Nova de Gaia.
A 7 de agosto de 2020, Rui Pinto saiu em liberdade.
Em setembro de 2023, Rui Pinto é condenado a quatro anos de prisão suspensa. 

### Julgamento
O julgamento iniciou-se a 4 de Setembro de 2020, envolto em fortes medidas de segurança, nunca antes vistas em Portugal. Numa curta declaração perante o colectivo de juízes, referiu ser um denunciante, que tornou pública muita informação importante, que de outra forma nunca seria conhecida, e que nunca recebeu dinheiro 
Rui Pinto estava acusado de 90 crimes no âmbito do processo Football Leaks, 68 crimes de acesso indevido, 14 crimes de violação de correspondência, seis crimes de acesso ilegítimo, um crime de sabotagem informática e um crime de tentativa de extorção. 
Em várias sessões de julgamento foram identificadas actuações dúbias e alegadamente criminosas, por parte da investigação, tendo levado o colectivo de juízes a extrair duas certidões para investigar condutas de inspectores da Policia Judiciária.
A leitura da sentença de Rui Pinto, que estava agendada para 28 de abril de 2023, foi adiada para o dia 13 de julho. Em causa está uma alteração da acusação e facto de os advogados não prescindirem do prazo de dez dias de que têm direito para apreciar os novos crimes que são imputado aos arguidos. 
O Ministério Público pedia pena de prisão para Rui Pinto por 89 crimes.
Em 11 de setembro de 2023 foi condenado a quatro anos de prisão, com pena suspensa, por nove crimes - um de tentativa de extorsão, cinco de acesso ilegítimo e três de violação de correspondência. Ao mesmo tempo, o hacker foi amnistiado de 79 pela lei da amnistia - graças à visita do Papa a Portugal - e absolvido de um (sabotagem informática).

## Segundo julgamento
O julgamento do segundo processo começou em 13 de janeiro de 2025, no qual responde por 242 crimes relacionados com o acesso a emails do Benfica e de outras entidades. Rui Pinto vai responder em julgamento por 201 crimes de acesso ilegítimo qualificado, 23 crimes de violação de correspondência agravados e 18 crimes de dano informático. Além do Benfica, entre as figuras e instituições visadas encontram-se também outros clubes, Liga, empresas, sociedades de advogados, juízes, procuradores, Autoridade Tributária e Rede Nacional de Segurança Interna.
Nas alegações finais o procurador do Ministério público admitiu a possibilidade de Rui Pinto poder vir a ser condenado com uma pena de prisão suspensa na sua execução, atendendo à idade e ao facto de não ter havido reincidência na prática dos crimes.